# Erioptera connata
Erioptera connata är en tvåvingeart som beskrevs av Alexander 1972. Erioptera connata ingår i släktet Erioptera och familjen småharkrankar. Inga underarter finns listade i Catalogue of Life.